# Bonsecours
Bonsecours település Franciaországban, Seine-Maritime megyében. Lakosainak száma 6444 fő (2022. január 1.). Bonsecours Rouen, Amfreville-la-Mi-Voie, Le Mesnil-Esnard, Saint-Léger-du-Bourg-Denis és Sotteville-lès-Rouen községekkel határos.

## Népesség
A település népességének változása:
| Lakosok száma | 3806 | 6108 | 6898 | 6836 | 6484 | 6580 | 6462 | 6479 | 6466 | 6444 |
|               | 1968 | 1982 | 1990 | 2007 | 2013 | 2016 | 2017 | 2019 | 2020 | 2022 |